# Scenopinus spurrelli
Scenopinus spurrelli är en tvåvingeart som beskrevs av Kelsey 1969. Scenopinus spurrelli ingår i släktet Scenopinus och familjen fönsterflugor. Inga underarter finns listade i Catalogue of Life.